# Cloralosio
Il cloralosio (noto anche come α-cloralosio) è un avicida e rodenticida utilizzato per uccidere i topi a temperature inferiori a 15 °C. Viene impiegato anche nelle neuroscienze e nella medicina veterinaria come anestetico e sedativo. Da solo o in combinazione, ad esempio con l'uretano, viene utilizzato per anestesie leggere ma di lunga durata.
Chimicamente è un derivato acetalico clorurato del glucosio ed esercita un'azione simile a quella dei barbiturici sulla trasmissione sinaptica nel cervello, con potenti effetti sui recettori dell'acido γ-aminobutirrico di tipo A (GABAAR ). Un isomero strutturale del cloralosio, il β-cloralosio (chiamato anche paracloralosio), è inattivo come modulatore GABAAR e anche come anestetico generale.
Se ne fa spesso abuso per via delle sue proprietà avicide. Nel Regno Unito tale sostanza chimica è stata impiegata per avvelenare diversi rapaci protetti. Il suo legale utilizzo ai fini del controllo degli uccelli è spesso la causa di mortalità dei rapaci per avvelenamento secondario, nonché causa di avvelenamento primario di specie non bersaglio mediante il diretto consumo di esche, che è quanto accaduto ad esempio per il kererū.